# Sainte-Colombe-la-Commanderie
Sainte-Colombe-la-Commanderie – miejscowość i gmina we Francji, w regionie Normandia, w departamencie Eure.
Według danych na rok 1990 gminę zamieszkiwało 546 osób, a gęstość zaludnienia wynosiła 50 osób/km² (wśród 1421 gmin Górnej Normandii Sainte-Colombe-la-Commanderie plasuje się na 424. miejscu pod względem liczby ludności, natomiast pod względem powierzchni na miejscu 299.).